# Mulinum
Mulinum là chi thực vật có hoa trong họ Apiaceae.